# Bettola
Bettola is een gemeente in de Italiaanse provincie Piacenza (regio Emilia-Romagna) en telt 2634 inwoners (31-08-2024). De oppervlakte bedraagt 123,1 km², de bevolkingsdichtheid is 21 inwoners per km².
De volgende frazioni maken deel uit van de gemeente: Bramaiano, Calenzano, Ebbio, Groppo Ducale, Leggio Missano, Piccoli di Calenzano, Pradello, Revigozzo, Roncovero, Rossoreggio Vigolo, Villanova Chiesa.

## Demografie
Bettola telt ongeveer 1542 huishoudens. Het aantal inwoners daalde in de periode 1991-2001 met 7,7% volgens cijfers uit de tienjaarlijkse volkstellingen van ISTAT.

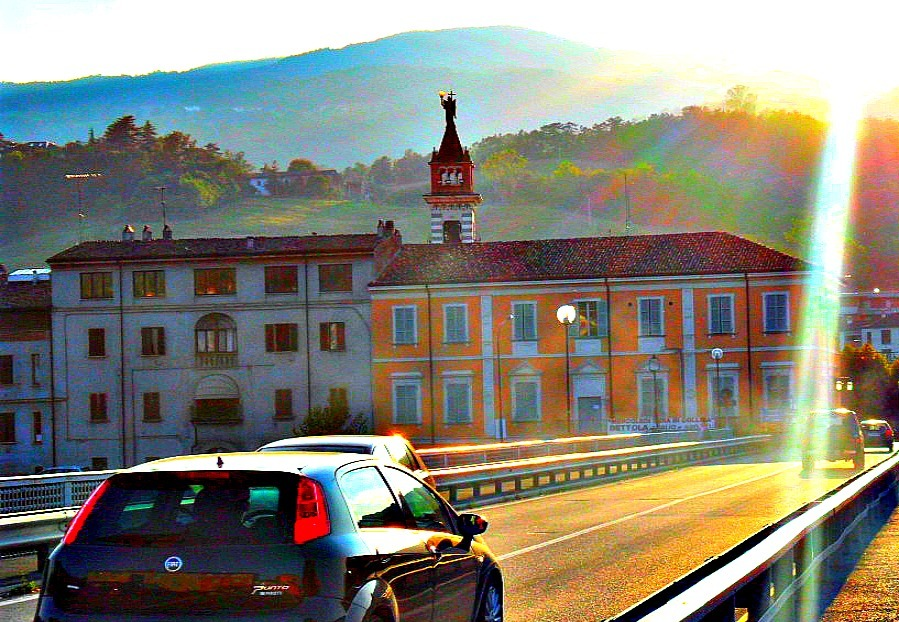
Bettola

| Jaar | Inwoneraantal |
| ---- | ------------- |
| 1991 | 3452          |
| 2001 | 3187          |
| 2024 | 2634          |

## Geografie
De gemeente ligt op ongeveer 329 meter boven zeeniveau.
Bettola grenst aan de volgende gemeenten: Coli, Farini, Gropparello, Morfasso, Ponte dell'Olio, Travo, Vigolzone.

## Bekende inwoners
- Christoffel Columbus en zijn familie woonden in Bettola.[2]
- Lazare Ponticelli (1897-2008), laatst overgebleven Franse veteraan uit de Eerste Wereldoorlog